# Intermediární filamentum

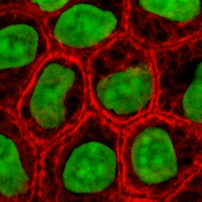
Keratin v epiteliárních bunkách – obarven červeně

Střední či též intermediární filamenta jsou jedním ze tří základním typů cytoskeletu. Jmenují se „střední“, jelikož si výzkumníci kdysi povšimli, že jejich šířka se pohybuje někde mezi šířkou aktinových tenkých filament a myosinových tlustých vláken. Z biochemického hlediska může být intermediární filamentum tvořeno jedním z mnoha proteinů. Obecně mají tato vlákna velkou pevnost v tahu a jsou to nejpevnější a nejodolnější ze všech tří typů vláken v cytoskeletu.
Svou tloušťkou se pohybují někde mezi mikrofilamenty a mikrotubuly. Jsou to provazová vlákna o průměru 10 nm, která jsou soustředěna především kolem jádra, kde tvoří cytoplasmatickou síť. Odtud však dosahují až k periferii buňky, kde jsou často kotvena v plasmatické membráně v místě mezibuněčných spojů (zejména na dezmozomech). Navíc se také nachází v jádře pod jadernou membránou (tvoří zde tzv. jadernou laminu), čímž jí podpírají a zesilují.

## Struktura

Typická struktura intermediárních filament – monomery se uspořádávají do dimerů a ty do tetramerů

Tato filamenta jsou tvořena mnoha stočenými dlouhými vlákny, podobně jako lano. Tato vlákna se skládají z protáhlých proteinových molekul, které mají globulární části na obou koncích a tyčovitým α-helixem mezi nimi. Dvě molekuly se vždy stočí kolem sebe, čímž vytvoří stabilní dimer. Z těchto dimerů se pak dále tvoří celé vlákno.

## Funkce
Intermediální filamenta především poskytují buňce mechanickou pevnost. Intermediární filamenta jsou pružná, nicméně nepříliš roztažitelná filamenta, jež chrání buňky před nadměrnou deformací tvaru. Důležitou úlohu mají například desminy ve svalovině, kde se intermediární filamenta vážou na desmozomy na membráně a spojují svalové buňky tak, aby se účinky svalového stahu přenášely přes celý sval. V pokožce se zase vyskytuje hustá síť keratinů navázaných na desmozomy a hemidesmozomy, která uděluje pokožce mechanickou pevnost, jež zamezuje vzniku např. puchýřů. Laminy v jádře mají nejen mechanickou roli, nýbrž také ovlivňují složité molekulární pochody v jádře, jako je replikace DNA.

## Typy

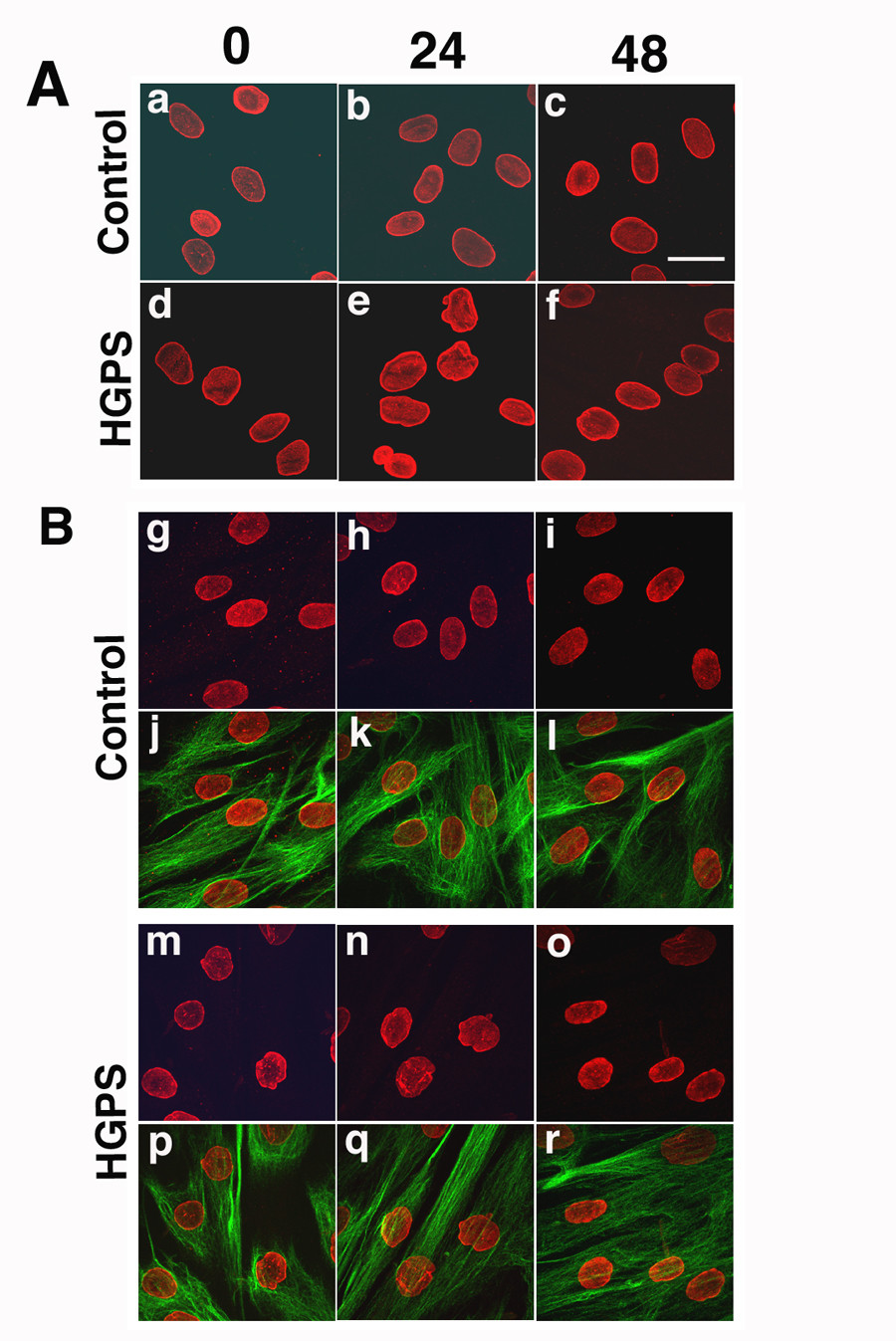
Konfokální mikroskopický snímek buněk s intermediárními filamenty obarvenými pomocí imunofluorescence: Pod písmenem A jsou snímky buněk s obarvenými jadernými laminy, pod písmenem B a C jsou zeleně i vimentinová filamenta. HGPS značí syndrom progerii, kdy dochází k poškození jaderných laminů

Proteiny intermediárních filament tvoří genovou superrodinu zahrnující asi 90 genů. Tyto bílkoviny se mnohdy dělí do pěti základních tříd. Některé proteiny intermediárních filament však zatím nespadají do žádné z níže zmíněných kategorií (nestin, synemin).

### I. a II. typ
Řadí se sem tzv. keratiny I. a II. typu. Savci mají více než 50 genů pro keratiny, z nichž je mírně nadpoloviční většina řazena do keratinů I. typu (menší a kyselé) a menšina do keratinů II. typu (větší a neutrální či mírně bazické). Při vzniku vláken dochází vždy ke vzniku heterodimerů složených z jednoho keratinu I. typu a jednoho keratinu II. typu. Keratiny se nachází ve všech epiteliálních tkáních a specifické kombinace keratinů jsou mnohdy charakteristické pro daný typ epitelu (např. liší se keratiny v jaterním epitelu od keratinů v nehtech) či ve vlasech. Keratinová vlákna jsou obvykle natažena napříč celou buňkou a nepřímo spojena s podobnými vlákny sousedních buněk v místech zvaných desmozomy.

### III. typ
Do intermediárních filament III. typu patří zejména proteiny vimentin, desmin, GFAP (glial fibrillary acidic protein), periferin a syncoilin. Vimentin má důležitou roli zejména v zárodečném vývoji, nicméně i v dospělosti tvoří minoritní složku některých vláken po celém těle a v některých konkrétních buněčných typech může být i převažujícím proteinem intermediárních filament (např. ve fibroblastech, adipocytech a některých bílých krvinkách). Desmin převládá ve svalových buňkách. GFAP se vyskytuje v astrocytech a Schwannových buňkách, periferin na některých typech neuronů a syncoilin v dystrofinových komplexech svalových buněk. Obecně se tedy tato třída intermediárních filament vyskytuje v buňkách pojivových tkání, ve svalových buňkách a neurogliových buňkách.

### IV. typ
IV. typem intermediárních filament jsou tzv. neurofilamenta, tvořená proteiny NF-L, NF-M, NF-H a α-internexinem. První tři zmíněné proteiny kopolymerují v poměru 5:3:1 a vytváří zvláštní filamenta se speciálním postranním větvením. Neurofilamenta jsou specializovaná na nervovou tkáň a vytváří se v těle neuronu, načež jsou transportována do axonů. Alfa-internexin je typický pro raná stadia vývoje nervových buněk a může vytvářet lešení, na němž později vyrůstají běžná neurofilamenta.

### V. typ
V. typ proteinů intermediárních filament je výhradně jaderný a je tvořen třídou proteinů zvaných laminy, jež mají speciální domény sloužící k upnutí na jadernou membránu. Existují dva hlavní typy laminů, A a B, jež společně vytváří tzv. jadernou laminu. Mimo to se však vyskytují i v nukleoplazmě (uvnitř jádra).

## Asociované proteiny
K proteinům spojeným s intermediárními filamenty patří plakiny (BPAG-1, desmoplakin, plektin), dále filaggrin v zrohovatělých epitelech a konečně proteiny asociované s laminy (LAP1, LAP2, LBR, emerin).